# Święty Wandrille
Święty Wandrille, łac. Wandregisilius, ang., niem. Wandregisel (ur. ok. 600 k. Verdun, zm. 22 lipca ok. 668) – francuski święty Kościoła katolickiego, założyciel benedyktyńskiego opactwa Saint-Wandrille z regułą zakonną sw. Kolumbana Młodszego.
Działał na dworze merowińskiego króla Dagoberta I. Przebywał w klasztorze Bobbio. Miał także założyć klasztor Saint-Ursanne na grobie św. Ursycyna. Po spotkaniu ze św. Ouenem wyruszył na północ Francji, gdzie na ziemiach podarowanych przez możnego Erchinoalda zbudował klasztor Fontenelle nazwany później jego imieniem: Saint-Wandrille. Obecna nazwa funkcjonowała nieoficjalnie od 960 roku, zaś nazwą formalną jest od początku XX wieku.
Wspomnienie liturgiczne św. Wandrille obchodzone jest 22 lipca.